# 얀바루 국립공원

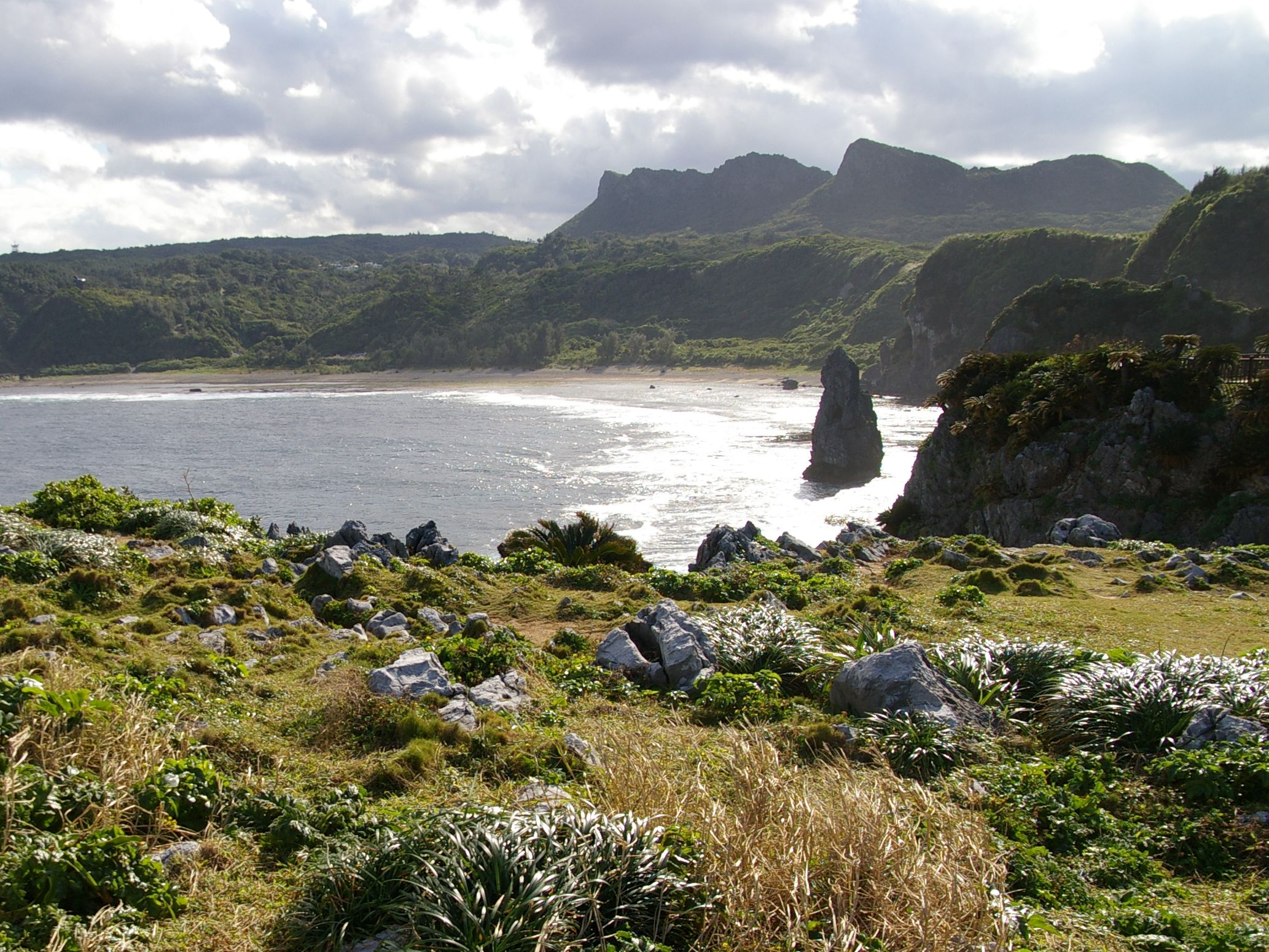
헤도 곶에서 본 헤도 우타키와 해안 지형

얀바루 국립공원(일본어: やんばる国立公園)은 일본 오키나와현 구니가미군 구니가미촌, 오기미촌, 히가시촌의 주변 해역을 구역으로하는 국립공원이다. 이 공원의 국립공원 지정은 일본 전국에서 33번째이다. 일본에서 국립지정으로 지정된 것은 2014년 게라마 제도 국립공원 이후 2년 만이며, 오키나와 현에서는 3번째로 지정된 것이다.

## 같이 보기
- 일본의 국립공원
- 일본의 세계유산